# NGC 6423
NGC 6423 est une galaxie compact (spirale barrée ?) située dans la constellation du Dragon. Sa vitesse par rapport au fond diffus cosmologique est de 7 198 ± 300 km/s, ce qui correspond à une distance de Hubble de 106,2 ± 7,8 Mpc (∼346 millions d'al). NGC 6423 a été découverte par l'astronome américain Lewis Swift en 1883.
NGC 6423 est une galaxie active de type Seyfert 1.